# 10 centesimi di euro
10 centesimi di euro (0,10 €) è uno degli 8 tagli delle monete in euro. Come le monete da 20 e 50 centesimi è di colore oro, realizzata nella lega nota come oro nordico.

## Aspetto
La moneta da 10 centesimi ha un diametro di 19,75 mm, è spessa 1,93 mm e pesa 4,10 g.
Tutte le monete presentano una faccia comune detta rovescio e una specifica per ogni nazione chiamata dritto. Sul rovescio, opera di Luc Luycx (un artista e grafico belga vincitore del concorso europeo per il design delle nuove monete), è presente a destra il valore della moneta mentre sulla sinistra vi è un disegno raffigurante la mappa dell'Europa attraversata da 6 linee che uniscono 12 stelle. Il disegno richiama l'unità dell'Europa mentre le 12 stelle richiamano la bandiera europea. Il bordo è smerlato.

## Facce nazionali
| Immagine | Paese                         | Autore                                         | Anno      |
| --- | ----------------------------- | ---------------------------------------------- | --------- |
| | Andorra                       | Moles Disseny                                  | 2014-     |
| Chiesa di Santa Coloma |                               |                                                |           |
| | Austria                       | Josef Kaiser                                   | 2002-     |
| La cattedrale di Santo Stefano a Vienna, esempio di architettura gotica |                               |                                                |           |
| | Belgio 1ª serie               | Jan Alfons Keustermans                         | 1999-2007 |
| Effigie di Re Alberto II e il suo monogramma reale |                               |                                                |           |
| | Belgio 2ª serie               | Jan Alfons Keustermans                         | 2008      |
| Effigie di Re Alberto II e il suo monogramma reale |                               |                                                |           |
| | Belgio 3ª serie               | Jan Alfons Keustermans                         | 2009-2013 |
| Effigie di Re Alberto II e il suo monogramma reale |                               |                                                |           |
| | Belgio 4ª serie               | Luc Luycx                                      | 2014-     |
| Effigie di Re Filippo e il suo monogramma reale |                               |                                                |           |
| | Bulgaria                      | ?                                              | 2026-     |
| Cavaliere di Madara |                               |                                                |           |
| | Cipro                         | Tatiana Soteropoulos e Erik Maell              | 2008-     |
| Una nave di Kyrenia |                               |                                                |           |
| | Croazia                       | Ivan Domagoj Račić                             | 2023-     |
| Ritratto di Nikola Tesla, sullo sfondo un motivo a scacchiera tratto dallo stemma della Croazia                                                                               |                               |                                                |           |
| | Estonia                       | Lembit Lõhmus                                  | 2011-     |
| Profilo dell'Estonia |                               |                                                |           |
| | Finlandia 1ª serie            | Heikki Häiväoja                                | 1999-2006 |
| Il leone araldico simbolo dello stato |                               |                                                |           |
| | Finlandia 2ª serie            | Heikki Häiväoja                                | 2007      |
| Il leone araldico simbolo dello stato |                               |                                                |           |
| | Finlandia 3ª serie            | Heikki Häiväoja                                | 2008-2010 |
| Il leone araldico simbolo dello stato |                               |                                                |           |
| | Finlandia 4ª serie            | Heikki Häiväoja                                | 2011-     |
| Il leone araldico simbolo dello stato |                               |                                                |           |
| | Francia                       | Laurent Jorio                                  | 1999-     |
| La Seminatrice |                               |                                                |           |
| | Germania                      | Reinhart Heinsdorff                            | 2002-     |
| La Porta di Brandeburgo a Berlino |                               |                                                |           |
| | Grecia                        | Georgios Stamatopoulos                         | 2002-     |
| Il poeta greco Rigas Velestinlis-Fereos |                               |                                                |           |
| | Irlanda                       | Jarlath Hayes                                  | 2002-     |
| La tradizionale arpa celtica |                               |                                                |           |
| | Italia                        | Claudia Momoni                                 | 2002-     |
| Particolare della Nascita di Venere di Sandro Botticelli |                               |                                                |           |
| | Lettonia                      | Laimonis Šēnbergs                              | 2014-     |
| Stemma completo della Lettonia |                               |                                                |           |
| | Lituania                      | Antanas Žukauskas                              | 2015-     |
| Il Cavaliere Vytis, eroico cavaliere e simbolo nazionale |                               |                                                |           |
| | Lussemburgo                   | Yvette Gastauer-Claire                         | 2002-     |
| Effigie del Granduca Enrico |                               |                                                |           |
| | Malta                         | Noel Galea Bason                               | 2008-     |
| Lo stemma della Repubblica di Malta |                               |                                                |           |
| | Principato di Monaco 1ª serie | Nicolas Cozon e Bernard Baron                  | 2001-2005 |
| Un cavaliere del Principato, presente sul sigillo di Stato |                               |                                                |           |
| | Principato di Monaco 2ª serie | Nicolas Cozon                                  | 2006-     |
| Monogramma del principe Alberto II |                               |                                                |           |
| | Paesi Bassi 1ª serie          | Bruno Ninaber van Eyben                        | 1999-2013 |
| Ritratto di profilo della Regina Beatrice posizionato su uno sfondo stellato                                                                                                  |                               |                                                |           |
| | Paesi Bassi 2ª serie          | Erwin Olaf                                     | 2014-     |
| Ritratto di profilo del re Guglielmo Alessandro |                               |                                                |           |
| | Portogallo                    | Victor Manuel Fernandes dos Santos             | 2002-     |
| Sigillo reale del 1142 |                               |                                                |           |
| | San Marino 1ª serie           | František Chochola e Ettore Lorenzo Frapiccini | 2002-2016 |
| La basilica di San Marino |                               |                                                |           |
| | San Marino 2ª serie           | Arno Ludwig                                    | 2017-     |
| Facciata della Chiesa di San Francesco |                               |                                                |           |
| | Slovacchia                    | Ján Cernaj e Pavol Károly                      | 2009-     |
| Il castello di Bratislava |                               |                                                |           |
| | Slovenia                      | Miljenko Licul, Maja Licul e Janez Boljka      | 2007-     |
| Il progetto (mai realizzato) dell'architetto Jože Plečnik per il palazzo del parlamento sloveno, con l'iscrizione "KATEDRALA SVOBODE" ("Cattedrale della libertà" in sloveno) |                               |                                                |           |
| | Spagna 1ª serie               | Begoña Castellanos                             | 1999-2009 |
| Ritratto dello scrittore Miguel de Cervantes |                               |                                                |           |
| | Spagna 2ª serie               | Begoña Castellanos                             | 2010-     |
| Ritratto dello scrittore Miguel de Cervantes |                               |                                                |           |
| | Città del Vaticano 1ª serie   | Guido Veroi e Uliana Pernazza                  | 2002-2005 |
| Effigie di papa Giovanni Paolo II |                               |                                                |           |
| | Città del Vaticano 2ª serie   | Daniela Longo e Ettore Lorenzo Frapiccini      | 2005      |
| Stemmi del Cardinale Camerlengo e della Camera Apostolica |                               |                                                |           |
| | Città del Vaticano 3ª serie   | Daniela Longo e Ettore Lorenzo Frapiccini      | 2006-2013 |
| Effigie di papa Benedetto XVI |                               |                                                |           |
| | Città del Vaticano 4ª serie   | Patrizio Daniele e Maria Carmela Colaneri      | 2014-2016 |
| Effigie di papa Francesco |                               |                                                |           |
| | Città del Vaticano 5ª serie   | Daniela Longo e Maria Carmela Colaneri         | 2017-     |
| Stemma di Papa Francesco |                               |                                                |           |